# سیمین‌نوک‌ها
سیمین‌نوک‌ها یا نوک‌سیمین‌ها (نام علمی: Euodice)، یک سرده از پرندگان دانه‌خوار کوچک از خانواده سهرگان ریز است. این گونه‌ها از مناطق خشک آفریقا و هند هستند. آنها در گذشته در سردهٔ سهره‌های ریز (Lonchura) قرار داشتند.
رنگینک سرخاکستری، نیز گاهی با نام نوک‌سیمین نامیده می‌شود و عضوی از همین خانواده است اما در سرده Spermestes قرار می‌گیرد.

### گونه‌ها
این سرده دو گونه دارد.
| نگاره | نام رایج          | نام علمی           | پراکندگی                   |
| ----- | ----------------- | ------------------ | -------------------------- |
|       | نوک‌سیمین آفریقایی | Euodice cantans    | آفریقای مرکزی              |
|       | نوک‌سیمین هندی     | Euodice malabarica | شبه قاره هند و مناطق مجاور |